# Томино (Гомельская область)
Томино (бел. Томіна) — посёлок в Чечерском районе Гомельской области Белоруссии. Входит в состав Залесского сельсовета.
На севере граничит с Чечерским биологическим заказником.

## География

### Расположение
В 13 км на восток от Чечерска, 50 км от железнодорожной станции Буда-Кошелёвская (на линии Гомель — Жлобин), 78 км от Гомеля.

## Транспортная сеть
Транспортные связи по просёлочной, а затем автодороге Полесье — Чечерск. Планировка состоит из короткой прямолинейной меридиональной улицы, пересекаемой переулком. Застройка двусторонняя, деревянная, усадебного типа.

## История
Основан в начале 1920-х годов переселенцами из соседних деревень на бывших помещичьих землях. В 1931 году организован колхоз. Во время Великой Отечественной войны оккупанты вывезли в Германию на принудительные работы 5 жителей. 16 жителей погибли на фронте. Согласно переписи 1959 года в составе совхоза «Беляевский» (центр — деревня Беляевка).

## Население

### Численность
- 2004 год — 21 хозяйство, 33 жителя.

### Динамика
- 1959 год — 182 жителя (согласно переписи).
- 2004 год — 21 хозяйство, 33 жителя.